# Peltidium intermedium
Peltidium intermedium är en kräftdjursart som beskrevs av A. Scott 1909. Peltidium intermedium ingår i släktet Peltidium och familjen Peltidiidae. Inga underarter finns listade i Catalogue of Life.